# هيو تي كيز
هيو تي كيز (بالإنجليزية: Hugh T. Keyes)‏ هو مهندس معماري أمريكي، ولد في 1888 في ترينتون في الولايات المتحدة، وتوفي في 1963.